# MCB Open
Het Mauritius Commercial Bank Open is een golftoernooi van de Europese Senior Tour. Het is in plaats gekomen van het Mauritius Open.
Het toernooi wordt gespeeld op Constance Belle Mare Plage, en werd opgericht met behulp van Marc Farry, die sinds 2001 aan de club verbonden is. 
Het toernooi werd de eerste twee jaren in december gespeeld en was het eerste toernooi van het jaar daarop. De eerste editie vond plaats in december 2009 en telde voor seizoen 2010. De tweede editie werd in december 2010 gespeeld en telde voor 2011. David Frost maakte een putt van 30 meter voor eagle en om in een play-off te komen tegen Roger Chapman. 
In 2011 werd het nogmaals gespeeld in de maand december, maar toen als Tour Championship, het laatste toernooi van het jaar. Tom Lehman, winnaar van het Tom Lehman en leider van de rangorde van de Champions Tour, deed ook mee.
Er spelen 72 pro's plus de vorige winnaar en mogelijk twee genodigden.

## Winnaars
| Seizoen                            | Datum                              | Baan                               | Winnaar                            | Score                              | Score                              | Prijzengeld                        |
| The Mauritius Commercial Bank Open | The Mauritius Commercial Bank Open | The Mauritius Commercial Bank Open | The Mauritius Commercial Bank Open | The Mauritius Commercial Bank Open | The Mauritius Commercial Bank Open | The Mauritius Commercial Bank Open |
| ---------------------------------- | ---------------------------------- | ---------------------------------- | ---------------------------------- | ---------------------------------- | ---------------------------------- | ---------------------------------- |
| 2010                               | 11-13 december 2009                | Constance Belle Mare               | Kevin Spurgeon                     | 210                                | -6                                 | € 230.000                          |
| Mauritius Commercial Bank Open     |                                    |                                    |                                    |                                    |                                    |                                    |
| 2011                               | 10-12 december 2010                | Constance Belle Mare               | David Frost po                     | 203                                | -13                                | € 280.000                          |
| MCB Tour Championship              |                                    |                                    |                                    |                                    |                                    |                                    |
| 2011                               | 9 - 11 december 2011               | Constance Belle Mare               | Tom Lehman                         | 204                                | -12                                | $ 400.000                          |
| 2012                               | 7 - 9 december 2012                | Constance Belle Mare               |                                    |                                    |                                    | $ 400.000                          |

po 2011: David Frost versloeg Roger Chapman in de play-off met een par op de tweede extra hole.